# Ulica Tamka w Warszawie
Ulica Tamka – ulica w śródmieściu Warszawy.

## Przebieg
Ulica rozpoczyna się na Wybrzeżu Kościuszkowskim na Powiślu. Dochodzi do ulicy Mikołaja Kopernika i kończy się w tym miejscu. Na odcinku od ulicy Dobrej do mostu Świętokrzyskiego jest jednokierunkowa w stronę mostu. W kierunku ul. Kopernika ruch na tym odcinku odbywa się ul. Zajęczą i ul. Topiel.

## Historia

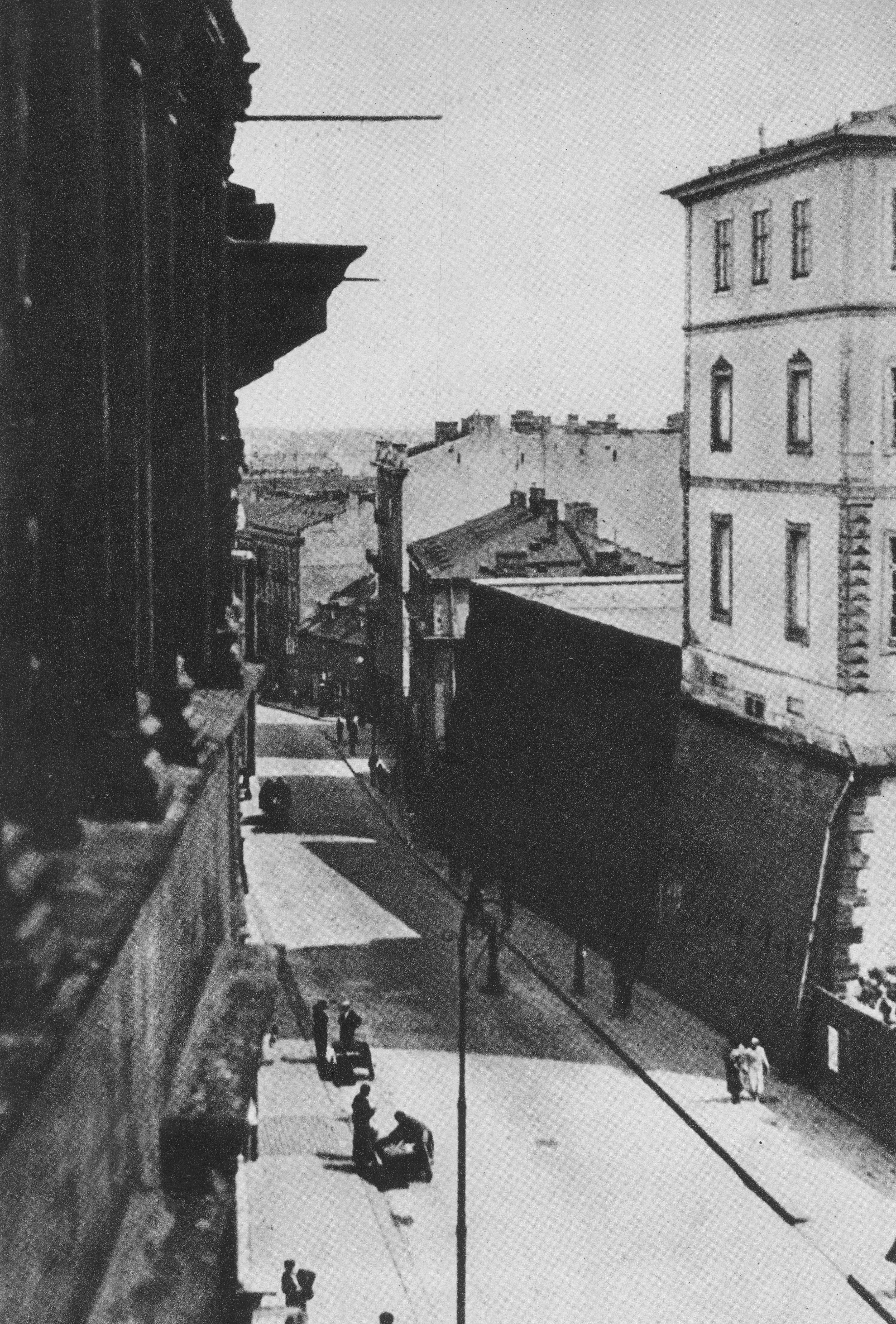
Ulica w latach 30. XX wieku, po prawej Zamek Ostrogskich

Nazwa ulicy, wymieniana w 1743, pochodzi od grobli (tam) budowanych na brzegach Wisły.
15 stycznia 1975 oddano do użytku 42-metrową kładkę nad ulicą zaprojektowaną przez Łucję Bogaczyk i Zenona Franza.
W 1965 ulica jako założenie urbanistyczne została wpisana do rejestru zabytków.

## Ważniejsze obiekty
- Kościół św. Teresy od Dzieciątka Jezus (nr 4a)
- Zakład Sióstr Miłosierdzia św. Wincentego à Paulo w Warszawie z kościołem św. Kazimierza (nr 35)
- Zamek Ostrogskich, siedziba Muzeum Fryderyka Chopina (nr 41)
- Centrum Chopinowskie oraz Narodowy Instytut Fryderyka Chopina (nr 43)
- Pomnik Zgrupowania „Krybar”
- Stacja metra Centrum Nauki Kopernik

## Obiekty nieistniejące
- Fabryka Instrumentów Geodezyjnych i Rysunkowych (nr 38/40)
- Elektrownia Warszawska